# Джеймс Марстерс
Джеймс Веслі Марстерс (англ. James Wesley Marsters; нар. 20 серпня 1962, Грінвілл, Каліфорнія, США) — американський теле- і кіноактор, актор театру, музикант-виконавець, дворазовий володар премії «Сатурн» (2001, 2004). Найбільшу популярність здобув завдяки ролі вампіра Спайка в телесеріалі «Баффі — переможниця вампірів» і його спін-оффі «Енджел».

## Біографія
Джеймс Мастерс народився 20 серпня 1962 року в місті Грінвіл (США, Каліфорнія). Разом з сестрою зростав в каліфорнійському місті Модесто. Рішення стати актором з'явилось ще в шкільні роки. Під час навчання починає грати в шкільному театрі в різноманітних виставах та мюзиклах. Після завершення школи в 1982 році переїжджає до Нью-Йорка, де протягом двох років навчається в Джульярдській школі.

## Кар'єра
У 1987 році переїхав до Чикаго. Першою значною роллю в театрі для Джеймса стала роль Фердинанда. За виконання ролі Робесп'єра був номінований на премію Joseph Jefferson Award.
У 1990 році переїхав до Сієтлу, де заснував власну групу.
У 1997 році Джеймса запросили на роль Спайка в серіал «Баффі — винищувачка вампірів», що стала знаковою у кар'єрі Мастерса. Спочатку планувалось, що Спайк з'явиться лише в кількох епізодах, проте герой наскільки сподобався глядачам, що було прийнято рішення продовжити співпрацю з ним. До останніх сезонів герой Мастерса став одним з головних в серіалі. Після завершення серіалу, його режисер Джос Веден запропонував Мастерсу зіграти в спін-оффі серіалу «Ангел».
Грати роль Спайка для Мастерса було досить важко. Йому доводилось копіювати акцент партнера по знімальному майданчику Ентоні Стюарта Хета.
Окрім ролі в серіалах «Баффі — винищувачка вампірів» та «Ангел» Мастерс знімався в серіалах «Тисячоліття» і «Таємниці Смолвіля», де  він зіграв роль злодія Брейньяка. Крім того, Мастерс зіграв кілька епізодичних ролей в серіалі «Без сліз».
Протягом двох років (з 2003 по 2004 р.) був фронтменом групи Ghost of the Robot. Дебютний альбом групи Mad Brilliant вийшов 2 лютого 2003 року. Потім вийшли три сингли («Valerie», «David Letterman» and «New Man»). Після цього гурт відправився у концертний гурт країнами Європи.

## Особисте життя
З 1989 по 1997 Марстерс був одружений з Ліан Девідсон. Від цього шлюбу актор має сина Салівана. 21 травня 2010 року зробив пропозицію Патриції Рахман, з якого довгий час зустрічався. Патриції 24 роки, вона навчається в Трірі (Німеччина) на дизайнера одягу. 14 травня 2011 року відбулась приватна церемонія укладення шлюбу в церкві Лос-Анджелеса.

## Дискографія
| - Civilized Man (2005) 1. «Katie» 2. «Bad» 3. «This Town» 4. «Smile» 5. «For What I Need» 6. «Long Time» 7. «Every Man Thinks God Is On His Side» 8. «Poor Robyn» 9. «No Promises» 10. «Patricia» 11. «Civilized Man» | - Like a Waterfall (2007) 1. Not A Millionaire −3:42 2. Looking At You — 2:55 3. Don’t Worry Son — 3:37 4. Birth of the Blues — 3:19 5. White Hot Girls — 2:48 6. London City — 3:18 7. Up On Me — 3:19 8. Like A Waterfall — 2:57 9. Louise — 2:43 10. When I Was A Baby — 2:51 11. Layabout — 2:54 12. Too Fast — 3:05 |

## Фільмографія

### Телебачення
| Рік       | Українська назва             | Оригінальна назва        | Роль                 | Примітки                                                                                 |
| --------- | ---------------------------- | ------------------------ | -------------------- | ---------------------------------------------------------------------------------------- |
| 1992/1993 | Північна сторона             | Northern Exposure        | Преподобний Хардінг  | епізоди «It Happened in Juneau»/«Grosse Pointe 48230»                                    |
| 1997-2003 | Баффі - переможниця вампірів | Buffy the Vampire Slayer | Спайк                | другий сезон — 12 епизодів, третій сезон — 1 епізод з четвертого сезону — основний склад |
| 1999      | Тисочоліття                  | Millennium               | Ерік Свон            | епізод «Collateral Damage»                                                               |
| 1999-2004 | Ангел                        | Angel                    | Спайк                | епізоди: «У тьмі», «Дарла», с 5-го сезону — основний склад                               |
| 1999      | Звивиста дорога              | Winding Roads            | Біллі Джонсон        | телевізійний фільм                                                                       |
| 2001      | Андромеда                    | Andromeda                | Карл Болівар Великий | епізод "В лабіринт"                                                                      |
| 2002      | Шанс                         | Chance                   | Саймон               | телевізійний фільм                                                                       |
| 2005-2010 | Таємниці Смолвіля            | Smallville               | Мілтон Файн          | 10 епізодів, запрошена зірка в епізоді «Homecoming»                                      |
| 2008      | Торчвуд                      | Torchwood                | капітан Джон Харт    | епізоди «Поцілунок навиліт» й "Наскрізне поранення"                                      |
| 2009      | Збреши мені                  | Lie to me                | Джей Поллак          | епізод "Правда чи результат"                                                             |
| 2010      | Капріка                      | Caprica                  | Бернард Грілі        | епозоди: «Know Thy Enemy», «End of Line», «Unvanquished», «Retribution»                  |
| 2010      | Гаваї 5.0                    | Hawaii Five-O            | Віктор Гесс          | епізоди: «Pilot» «Hana 'a’a Makehewa», «Ha’i’ole»                                        |
| 2011      | Надприродне                  | Supernatural             | Дональд Старк        | епізод "Заткніться, докторе Філ"                                                         |
| 2012      | Воєнна хроніка               | Metal Hurlant Chronicles | Бред                 | епізод «Shelter Me»                                                                      |
| 2013      | Сховище 13                   | Warehouse 13             | Бенет Саттон         | епізоди: «The Living and the Dead»,«All The Time In the World»                           |
| 2014      | Відьми Іст-Енду              |                          |                      |                                                                                          |

### Кіно
| Рік  | Українська назва          | Оригінальна назва     | Роль                   | Примітки        |
| ---- | ------------------------- | --------------------- | ---------------------- | --------------- |
| 1999 | Дім нічних привидів       | House on Haunted Hill | телеоператор Channel 3 | епізодична роль |
| 2005 | Полювання на діаманти     | Cool Money            | Боббі Комфорт          | головна роль    |
| 2007 | Маріонетки тіней          | Shadow Puppets        | Джек Діллон            |                 |
| 2007 | P.S. Я кохаю тебе         | P.S. I Love You       | Джон МакКарті          |                 |
| 2007 | Супермен: судний день     | Superman: Doomsday    | Лекс Лутор             | озвучення       |
| 2009 | Перлини дракона: Еволюція | Dragonball            | Лорд Пікколо           |                 |
| 2009 | Ціль - Місяць             | Moon Shot             | Баз Олдрін             |                 |

### Нагороди та номінації
Перераховано основні нагороди актора
- 2000 рік:

 — номінація на премію «Сатурн» (приз Академії наукової фантастики, фентезі та фільмів жахів США) в категорії «Найкращий телеактор другого плану» за роль Спайка в телесеріалі «Баффі — переможниця вампірів»
 — премія Teen Choice Awards в категорії «вибір теледруга»
- 2001 рік — премія «Сатурн» в категорії «Найкращий телеактор другого плану» (Спайк, «Баффі — переможниця вампірів»)
- 2002 рік — премія «Cinescape Genre Face of the Future Award» (Обличчя майбутнього покоління)
- 2003 рік:

 — номінація на премію «Сатурн» в категории «Найкращий телеактор другого плану» (Спайк, «Баффі — переможниця вампірів»)
 — номінація на премію «Золотий супутник» в категорії «Найкраще виконання актором ролі другого плану в серіалі»
- 2004 рік — премія «Сатурн» в категорії «Найкращий актор другого плану» (Спайк, «Баффі — переможниця вампірів»)